# Cill Charthaigh
Cill Charthaigh (en anglès Kilcar) és una vila d'Irlanda, al comtat de Donegal, a la província de l'Ulster. Es troba a la Gaeltacht an Láir i el 22% dels habitants són parlants nadius d'irlandès.
El poble en si es compon d'un carrer principal amb església en un extrem i dues fàbriques tèxtils a l'altre extrem. Al mig hi ha algunes botigues i quatre pubs. El poble compta amb les principals instal·lacions de teixit a mà de tweed de Donegal, amb una botiga de productes de tweed d'alta qualitat. També hi ha un productor d'algues com a base de productes cosmètics. Áislann Chill Chartha és un centre comunitari que inclou una biblioteca, un poliesportiu (bàsquet i futbol indoor), un gimnàs i un petit teatre. També compta amb exposicions sobre la base de la història del sud-oest de Donegal i fa una exhibició itinerant de fotografies històriques locals històrics. Áislann Chill chartha és també la seu de l'exitosa sèrie de Concerts de Música Tradicional "Ceol na gConallach - Les sessions de Donegal" que es fan cada dissabte a la nit durant els mesos d'estiu i diverses dates durant tot l'any, situat al mateix complex que el centre de teixit a mà.
L'escola nacional és a uns 750 metres del carrer principal i la parròquia de Kilcar s'estén tot el camí fins al riu que la separa de la següent llogaret, Carrick, que està a uns 6 km.
El poble està envoltat d'una gran varietat de townlands, que amb el poble comprèn la parròquia de Kilcar. Són al voltant d'una milla quadrada de superfície. La parròquia de Kilcar inclou unes 45 townlands, encara que els noms i el nombre exacte han canviat amb el temps.

## Cultura
Un d'aquests townlands és Mucros (Muckross en anglès) que és un destí popular entre els turistes degut als seus escenaris per a escalada de pedres, surfing i platges. Està a tres kilòmetres a l'est de la vila a la carretera de la costa (vegeu Muckross Head). Curris iés una altra àrea de visita a causa de les seves vistes de Sliabh a Liag i que compta amb una platja i moll.
El camp de la GAA a Towney es troba a 2 kilòmetres fora de la vila a la carretera de la costa. És un dels camps més escènicament situats d'Irlanda.

## Personatges
La parella Matthew Broderick i Sarah Jessica Parker tenen una casa de vacances a la zona, i hi van regularment.